# Ophiomusium validum
Ophiomusium validum är en ormstjärneart som beskrevs av Ljungman 1872. Ophiomusium validum ingår i släktet Ophiomusium och familjen Ophiolepididae. Inga underarter finns listade i Catalogue of Life.